# Dizdar
Dizdar (tur.: dizdar; perz.: kale muhafizi), naziv za kaštelana, odnosno zapovjednika tvrđave, u Turskom Carstvu.
Perzijsko podrijetlo riječi upućuje na vratara tvrđave, čuvara ili stražara na vratima, a tijekom povijesti naziv je imao varijacije i doživio određene modifikacije. U naše krajeve riječ je došla preko turskog jezika, i to nakon osmanskog osvajanja Bosanskog Kraljevstva i velikih dijelova Hrvatskog Kraljevstva tijekom 15. i 16. stoljeća.
Dizdari su zapovijedali vojnom posadom u tvrđavi, ali posredno i podgrađem, to jest pripadajućim naseljem oko tvrđave ili ispod nje (ovisno o položaju, odnosno konfiguraciji terena) koje je ta tvrđava branila. 
Kao zapovjednici tvrđave imali svoje zamjenike, ćehaje, te druge podređene niže zapovjednike (na primjer, jasakčije), a nadređeni su im bili kapetani, sandžak-begovi i drugi viši vojni zapovjednici.
Nakon što je Tursko Carstvo 1835. godine ukinulo kapetanije, prestala je postojati i dužnost kapetana, a isto tako i dizdara. 

## Vanjske poveznice
- Pojam dizdar u Hrvatskom obiteljskom leksikonu
- Dizdar se nalazio među turskim dužnosnicima koji ju imali sjedište u Klisu, a to su među ostalima bili kapetan, alajbeg (zapovjednik spahija) i kadija  Arhivirana inačica izvorne stranice od 1. travnja 2016. (Wayback Machine)
- Dizdari (gradski kaštelani) stolovali su kontinuirano u Drnišu u doba turske vlasti  Arhivirana inačica izvorne stranice od 24. srpnja 2014. (Wayback Machine)
- Dizdari (i njihovi zamjenici ćehaje) u starim gradovima i tvrđavama u Hercegovini
- Dizdar je zapovijedao dubičkom tvrđavom, koja bila u sastavu Dubičke kapetanije  Arhivirana inačica izvorne stranice od 29. rujna 2014. (Wayback Machine)
- Ćehaja – zamjenik dizdara
- Dizdar je upravljao Počiteljem do početka 18. stoljeća, kada postaje sjedište Počiteljske kapetanije, sve do ukinuća kapetanija 1835. godine